# スティーブ・ゴールドスティーン
アーウィン・スティーブン・ゴールドスティーン（Irwin Steven Goldstein）は、アメリカ合衆国の元外交官、政府関係者、ビジネスマンであり、ドナルド・トランプ政権時代には国務次官（公共外交・広報担当）、ジョージ・H・W・ブッシュ政権時代には内務省の長官補佐官兼広報部長を務めた。また、ダウ・ジョーンズ社の元副社長であり、ダウ・ジョーンズとウォール・ストリート・ジャーナルのグローバル・コミュニケーションを担当していた。現在は、カリフォルニア州サンフランシスコを拠点とする新しい証券取引所であるロングターム証券取引所(LTSE)の最高マーケティング責任者を務めている。

## 若年期
スティーブ・ゴールドスティーンは、テネシー州ナッシュビルで生まれた。ユニバーシティ・スクール・オブ・ナッシュビル（高校）を卒業し、アリゾナ大学に入学、政治学と教育学の学士号を取得して卒業した。大学卒業後は、学校の教師として働いていた。

## 国政でのキャリア

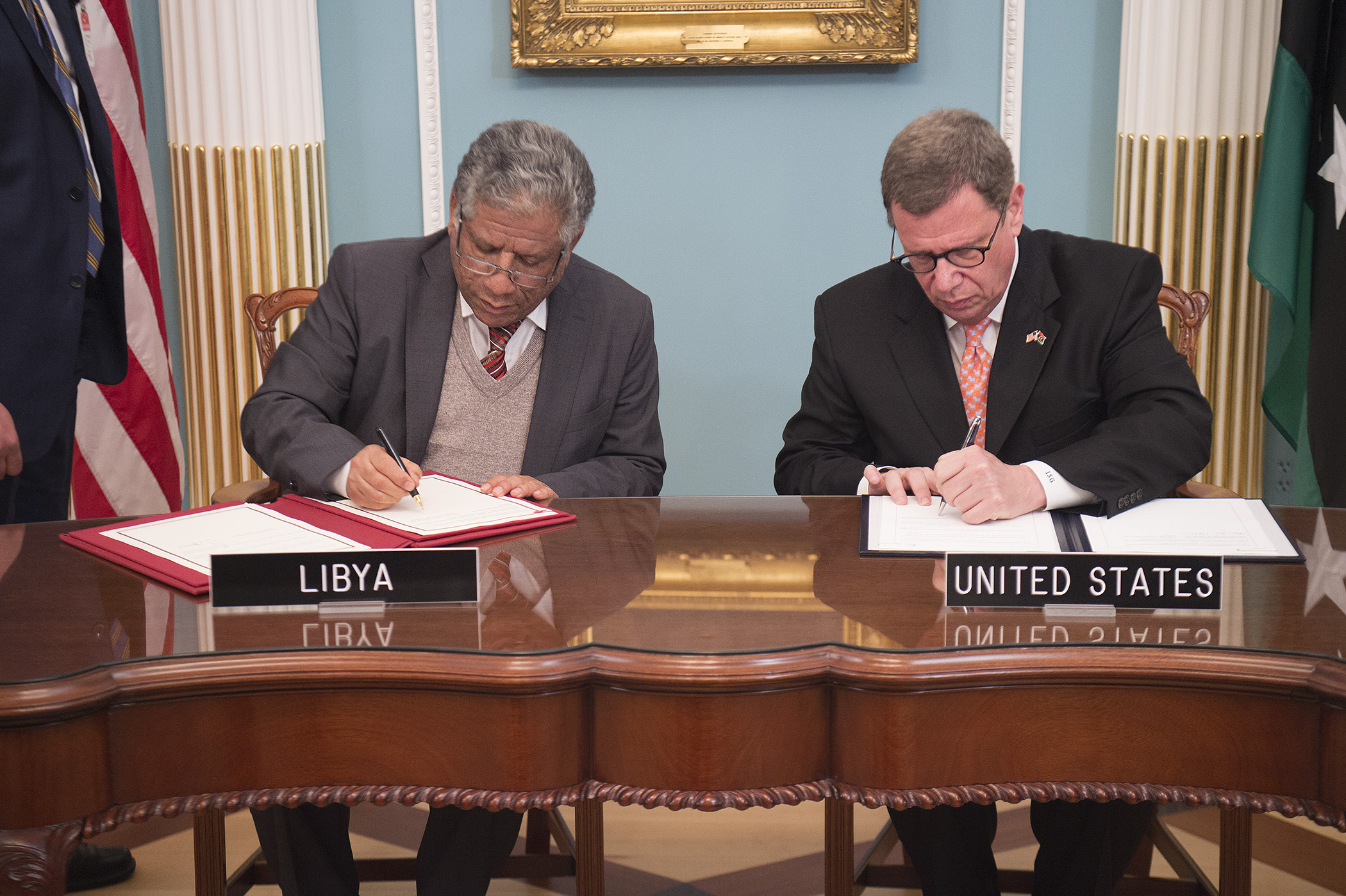
2018年にリビアとの文化財保護に関する覚書に署名するゴールドスタイン（右）。

ゴールドスティーンは、マニュエル・ルーハンやロナルド・マクトリーなど、複数の議員の報道官や首席補佐官として8年間働いていた。
ジョージ・H・W・ブッシュ大統領がルーハンを内務長官に任命した際、ゴールドスティーンは彼のスポークスマンとして採用された。ゴールドスティーンの内務省での正式な肩書きは、長官補佐官兼広報部長(Assistant to the Secretary and Director of Public Affairs)であった。
ドナルド・トランプ大統領は、国務次官（公共外交・広報担当）にゴールドスティーンを指名した。ゴールドスティーンは上院で全会一致で承認され、2017年12月4日に宣誓した。
2018年3月13日にトランプ大統領がレックス・ティラーソン国務長官を解任した直後、ゴールドスティーンは、「ティラーソンは解任の理由を知らず、ティラーソンはその日の朝、トランプのツイートから解任を知っただけだ」とする声明を発表した。ゴールドスティーンの声明はティラーソンの解任に関するホワイトハウスの公式の見解と矛盾しているとして、ゴールドスティーンも同日に解任された。ニュースサイト「Axios」によれば、ゴールドスティーンはホワイトハウス内では嫌われており、公然と反トランプの姿勢を示していたという。

## 私企業でのキャリア
ゴールドスティーンはBPグローバル・ソリューションズの上級副社長を務めた。
ゴールドスティーンは、ダウ・ジョーンズ社に勤務し、ダウ・ジョーンズとウォール・ストリート・ジャーナルのグローバル・コミュニケーション担当副社長を務めた。
ゴールドスティーンは米国大学教職員退職年金・保険基金(TIAA)に7年間勤務し、同社のエグゼクティブ・バイス・プレジデント兼最高コミュニケーション責任者(CCO)を務めた。2010年9月30日付で退任した。
現在は、カリフォルニア州サンフランシスコを拠点とする新しい証券取引所であるロングターム証券取引所(LTSE)の最高マーケティング責任者を務めている。